# Cartoliste
Une cartoliste, est, selon la définition de Paul-Noël Armand, « L’énumération des cartes [postales] qui composent un thème, ou la production d’un éditeur, d’un photographe, d’un illustrateur, etc., ou également celles relatives à un lieu géographique ». Le même donne la définition suivante : « Liste de cartes dressée pour établir la nomenclature de pièces d'une série donnée (thématique, régionale, ou d'un éditeur) ».

## Différentes catégories de cartolistes

### Catégories liées au sujet
- Cartolistes par éditeur.
- Cartolistes par illustrateur.
- Cartolistes par photographe.
- Cartolistes par thème. Elles sont d'une variété infinie.
- Cartolistes topographiques (par région, départements, communes, quartiers ou lieux-dits).

### Catégories liées à la forme
- Cartolistes numériques (en reprenant si possible la numérotation originale de l'éditeur quand elle existe et qu'elle est cohérente).
- Cartolistes alphabétiques (par exemple du premier mot significatif du titre de la carte, ou par ordre alphabétique des sous-thèmes).
- Cartolistes chronologiques (chronologie de l'édition ou du sujet de la carte).
- Cartolistes illustrées (en noir et blanc ou en couleur, en format réduit ou non).
- Cartolistes numérisées (en ligne ou non).

## Utilité des cartolistes
- Le premier intérêt des cartolistes a été d'aider les collectionneurs à classer leurs collections dans un but de rangement et de prospective.
- L'intérêt archivistique et scientifique des cartolistes est désormais surtout d'aider à constituer des fonds iconographiques les plus complets possibles, et les plus aisément consultables.

## Difficultés que présentent les cartolistes
- Le classement des documents iconographiques présente de nombreuses difficultés, et une large part d'arbitraire, spécialement dans le cas des collections thématiques. Lorsque l'éditeur a usé d'une numérotation, il est parfois commode de reprendre ce mode classificatoire, mais en prenant garde que presque toujours ces numérotations présentent des lacunes et des doublons, ainsi que d'autres aberrations variées.
- Il faut prendre garde de ne pas mettre en ligne des scans de cartes dont les droits de propriété intellectuelle ne sont pas encore dans le domaine public sans l'accord des ayants droit, ni non plus des cartolistes péniblement élaborées par autrui sans l'accord de leurs auteurs.